# Microsoft Office 2016
Microsoft Office 2016 — остання версія популярного офісного пакету компанії Microsoft, що розповсюджувався за допомогою MSI-інсталятора. Пакет був представлений широкій публіці наприкінці 2014 року . Офіційний реліз відбувся разом із новою операційною системою Windows 10 в один день, 29 липня 2015.

## Історія
- 5 травня 2015 року — випущена перша тестова версія продукту, яку можна завантажити з офіційного сайту Microsoft Office. Для того, щоб встановити програму на комп'ютер, потрібно видалити старий Office.
- 29 липня 2015 року — офіційний вихід остаточної версії пакету (одночасно з операційною системою Windows 10)[4].

## Встановлення
Встановити пакет можна з офіційного сайту компанії. Протягом першого року після виходу програми користувачі Office 2013, які офіційно купили попередню версію, змогли оновити свій Office.

## Нововведення
- Office 2016 отримав більш простий і зручний інтерфейс.
- У цій версії можна автоматично зберігати документи, таблиці та презентації в хмарне сховище OneDrive[6].
- В настільних додатках з'явилася функція одночасного редагування документа кількома людьми в режимі реального часу.
- Додана можливість писати математичні формули від руки — за допомогою цифрового пера, мишки або навіть просто малюючи їх пальцем на сенсорному екрані. При масштабуванні підтримується висока розподільча здатність екрана, тому тепер символи залишатимуться чіткими навіть на великому екрані.
- Вставка великих об'єктів SmartArt більше не гальмує роботу з документом — текст можна правити відразу. З параметрів EXIF зчитується орієнтація камери, за рахунок чого фотографії не вимагають повороту при вставці в документ. Всі макроси і надбудови, створені для Office 365 ProPlus (v.15.x) залишаться працездатними в Office 2016.
- У порталі адміністрування додана підтримка служби фонового передавання (BITS). Це спрощує контроль мережевого трафіку під час оновлення, розгортання Office 2016 і його активації відразу на всіх комп'ютерах. Також підтримуються механізми запобігання втрати даних в додатках Office 2016 і багатофакторна аутентифікація.

Змінився і підхід до випуску оновлень. Тепер в рамках концепції «поточна гілка для бізнесу» передбачений вихід трьох кумулятивних апдейтів щороку. До них увійдуть і всі критичні виправлення, які як і раніше будуть випускатися раз на місяць. Перший кумулятивний патч буде інтегрований в дистрибутив Office 2016 в лютому наступного року.